# العلاقات الأيرلندية الفانواتية
العلاقات الأيرلندية الفانواتية هي العلاقات الثنائية التي تجمع بين جمهورية أيرلندا وفانواتو.

## مقارنة بين البلدين
هذه مقارنة عامة ومرجعية للدولتين:
| وجه المقارنة                                              | جمهورية أيرلندا                                       | فانواتو                                  |
| --------------------------------------------------------- | ----------------------------------------------------- | ---------------------------------------- |
| المساحة (كم2)                                             | 70.27 ألف                                             | 12.19 ألف                                |
| عدد السكان (نسمة)                                         | 4.76 مليون                                            | 276.24 ألف                               |
| الكثافة السكانية (ن./كم²)                                 | 67.74                                                 | 22.66                                    |
| العاصمة                                                   | دبلن                                                  | بورت فيلا                                |
| اللغة الرسمية                                             | اللغة الأيرلندية، لغة إنجليزية، الإنجليزية الأيرلندية | اللغة البسلاما، لغة فرنسية، لغة إنجليزية |
| العملة                                                    | جنيه أيرلندي، يورو، عملات اليورو الأيرلندية           | فاتو فانواتي                             |
| الناتج المحلي الإجمالي (بليون دولار)                      | 333.73 مليار                                          | 862.88 مليون                             |
| الناتج المحلي الإجمالي (تعادل القوة الشرائية) بليون دولار | 318.16 مليار                                          | 790.76 مليون                             |
| الناتج المحلي الإجمالي الاسمي للفرد دولار أمريكي          | 61.13 ألف                                             | 2.81 ألف                                 |
| الناتج المحلي الإجمالي للفرد دولار أمريكي                 |                                                       | 3.03 ألف                                 |
| مؤشر التنمية البشرية                                      | 0.916                                                 | 0.594                                    |
| رمز المكالمات الدولي                                      | +353                                                  | +678                                     |
| رمز الإنترنت                                              | .ie                                                   | .vu                                      |
| المنطقة الزمنية                                           | 00، ت ع م+01:00، أوروبا/دبلن ‏                         | ت ع م+11:00                              |

## منظمات دولية مشتركة
يشترك البلدان في عضوية مجموعة من المنظمات الدولية، منها:
| علم المنظمة | اسم المنظمة                        | تاريخ انضمام جمهورية أيرلندا | تاريخ انضمام فانواتو |
| ----------- | ---------------------------------- | ---------------------------- | -------------------- |
|             | يونسكو                             | 3 أكتوبر 1961                | 10 فبراير 1994       |
|             | مؤسسة التمويل الدولية              | 11 سبتمبر 1958               | 28 سبتمبر 1981       |
|             | بنك التنمية الآسيوي                | 2006                         | 1981                 |
|             | منظمة حظر الأسلحة الكيميائية       | ?                            | ?                    |
|             | مؤسسة التنمية الدولية              | 22 ديسمبر 1960               | 28 سبتمبر 1981       |
|             | منظمة التجارة العالمية             | ?                            | ?                    |
|             | وكالة ضمان الاستثمار متعدد الأطراف | 27 أكتوبر 1989               | 27 يوليو 1988        |
|             | الاتحاد البريدي العالمي            | ?                            | ?                    |
|             | الاتحاد الدولي للاتصالات           | 8 ديسمبر 1923                | 30 مارس 1988         |
|             | الأمم المتحدة                      | 14 ديسمبر 1955               | 15 سبتمبر 1981       |
|             | البنك الدولي للإنشاء والتعمير      | 8 أغسطس 1957                 | 28 سبتمبر 1981       |
|             | المنظمة الهيدروغرافية الدولية      | ?                            | ?                    |